# يوجين دومينغو
يوجين دومينغو هي مقدمة تلفزيونية وممثلة فلبينية، ولدت في 23 يوليو 1971 في Malate, Manila ‏ في الفلبين.

## وصلات خارجية
- يوجين دومينغو على موقع IMDb (الإنجليزية)
- يوجين دومينغو على موقع ألو سيني (الفرنسية)
- يوجين دومينغو على موقع أول موفي (الإنجليزية)
- يوجين دومينغو على موقع قاعدة بيانات الفيلم (الإنجليزية)
- يوجين دومينغو على موقع كينوبويسك (الروسية)